# Rildo da Costa Menezes
Rildo da Costa Menezes (Recife, 1942. január 23. – Los Angeles, Kalifornia, USA, 2021. május 16.) brazil válogatott labdarúgó.
A brazil válogatott tagjaként részt vett az 1966-os világbajnokságon.

## Sikerei, díjai
Botafogo
- Carioca bajnok (2): 1961, 1962
- Torneio Rio-São Paulo (3): 1962, 1964, 1966

Santos
- Paulista bajnok (3): 1967, 1968, 1969
- Interkontinentális kupa győztes (1): 1969

New York Cosmos
- Észak-amerikai bajnok (1): 1977